# Belgica antarctica
Belgica antarctica és una espècie de dípter nematòcer de la família dels quironòmids, no volador, endèmic de l'Antàrtida. Fa entre 2 i 6 mm de longitud, és l'animal purament terrestre més gran del continent, i també és l'únic insecte veritable que l'habita. La incapacitat de volar pot ser una adaptació biològica per tal de prevenir que el vent se l'endugui cap a indrets inhòspits.